# Tini Tini Tini
Tini Tini Tini (estilizado em letras maiúsculas ) é o terceiro álbum de estúdio da cantora argentina TINI, lançado em 3 de dezembro de 2020, pela Hollywood Records e Universal Music Latin. Após seu lançamento, o álbum alcançou o segundo lugar na Argentina e recebeu a certificação de duplo diamante por ter vendido mais de 500.000 cópias digitais.
Do álbum, nove músicas foram lançadas como singles: "22" com Greeicy, "Fresa" com Lalo Ebratt, "Suéltate el Pelo", "Oye" com Sebastián Yatra, "Recuerdo" com Mau y Ricky, " Ella Dice" com Khea, "Duele" com John C., "Un Beso en Madrid" com Alejandro Sanz e "Te Olvidaré".

## Processo
"A verdade é que esse álbum demorou bastante. Por mais de um ano e meio muitas coisas aconteceram na minha vida. Foi um período de muito crescimento, tanto pessoal quanto profissional. Muitas dessas músicas nasceram no meio dessa loucura toda, então eu realmente penso nesse álbum como algo que  acompanhou todo esse crescimento"

 — Tini, sobre o álbum.
Após lançar seu segundo álbum de estúdio, Quiero Volver, em outubro de 2018, Tini iniciou a "Quiero Volver Tour" pela América Latina e Europa em dezembro de 2018, até março de 2020, quando a turnê foi interrompida devido à pandemia de COVID-19. Enquanto ainda estava em turnê, Tini afirmou que havia começado a escrever e trabalhar em seu terceiro álbum de estúdio. Assim, deu início à sua terceira era musical ao lançar o single principal "22" em 3 de maio de 2019, com a cantora colombiana Greeicy .
Tini contribuiu na composição das canções do álbum juntamente com Andrés Torres, Mauricio Rengifo e outros compositores. Tini Tini Tini é o resultado de dois anos de trabalho, e, de acordo com a artista, o álbum foi uma das melhores coisas que aconteceram em sua carreira e acrescentou que "cresceu como artista" graças a cada uma das músicas que foram feitas para o álbum. Nele, experimentou novos estilos musicais, expandindo principalmente os sons pop latino de seu antecessor Quiero Volver (2018), e aproximando-se de novos gêneros latinos como trap, urban, reggaeton e cumbia. Tini também disse não ser capaz de escolher uma música favorita, porque depende do seu humor, algo que também dita como ela faz suas canções, o que a permite experimentar diferentes gêneros. 
Com muitos lançamentos planejados para 2020, o terceiro álbum de Tini foi adiado quando os bloqueios mundiais relacionados à pandemia do COVID-19 afetaram o lançamento do álbum. Em 16 de novembro de 2020, ela revelou o título, a capa e a data de lançamento de Tini Tini Tini por meio de suas contas oficiais nas redes sociais. Em 3 de dezembro de 2020, o álbum foi lançado após seu último single "Te Olvidare".

## Divulgação
Durante sua turnê, Tini interpretou canções do álbum "Quiero Volver", mas também os singles que ela começou a lançar de Tini Tini Tini.  Estava programado que a cantora embarcasse em uma nova turnê de divulgação do álbum, mas ela não pôde fazê-lo devido à pandemia de COVID-19. Em vez disso, Tini realizou um show virtual ao vivo intitulado "Tini Tini Tini Live", que foi transmitido pela plataforma de vídeo Claro. Em novembro de 2022, finalmente ela pode voltar aos palcos para realizar sua terceira turnê de shows, a Tini Tour 2022, onde continuou com a promoção do seu novo álbum mas também começou a promoveu seus novos singles. Tini percorreu vários festivais na América do Sul e deu shows na Argentina, Chile e Bolívia.

## Música
Nesse álbum, Tini diz que existem dois gêneros muito representativos da Argentina. O primeiro deles é o estilo cumbia, muito famoso no país, onde em "22" Tini faz uma fusão com o, também popular, reggaeton. O segundo estilo se vê na canção "Duele". Trata-se da música e da estética do tango, algo que representa muito a Argentina e todos os argentinos. A música é uma fusão de tango e trap, algo que Tini não havia feito antes. Essas duas canções representam a herança argentina e enfatizam o patriotismo da cantora, do qual ela se orgulha muito.
Tini também disse em uma entrevista para a ET magazine que: "O álbum tem muita variedade e todos os tipos de sons. Sabe, eu não acordo todos os dias me sentindo de uma maneira. Não quero fazer a mesma coisa todos os dias. Não ouço o mesmo tipo de música, nem mesmo o mesmo gênero, todos os dias. Então, quando se trata de gravar música, faço coisas diferentes também. Estou sempre mudando, evoluindo. Alguns dias quero escrever uma balada, outros quero trabalhar em uma música de reggaeton. Eu queria quebrar essas ideias de que se você escreve e canta baladas, não pode fazer muito mais".

## Singles
O primeiro single do álbum, "22", junto com seu videoclipe foi lançado em 3 de maio de 2019. Foi uma colaboração com a cantora colombiana Greeicy . O single foi um grande sucesso. Ele estreou em 8º lugar no AR Billboard Hot 100, tornando-se o primeiro single de TINI no top 10 do AR Hot 100. Também foi disco de platina na Argentina pela CAPIF .
O segundo single, "Suéltate El Pelo", foi lançado em 18 de julho de 2019. Também foi usado em um comercial e para promover os produtos capilares da Pantene para a América Latina, na qual TINI era embaixadora da marca.
O terceiro single, "Fresa", com os vocais de Lalo Ebratt, foi lançado em 6 de setembro de 2019. Ele alcançou a posição número 3 no AR Hot 100, tornando-se o segundo single top 5 de TINI. A canção também foi certificado como dupla platina na Argentina pela CAPIF.
O quarto single, "Oye", com Sebastián Yatra, foi lançado em 11 de outubro de 2019. A música estreou em 3º lugar na parada AR Hot 100, tornando-se a terceira música na história da parada a estrear nessa posição, e fazendo de TINI a única mulher a estrear duas músicas no top 5 do AR. hot charts. Também foi disco de platina na Argentina pela CAPIF.
O quinto single, "Recuerdo", com participação de Mau y Ricky, foi lançado em 10 de janeiro de 2020. Ele alcançou a posição 12 no AR Hot 200, tornando-se o terceiro top 20 de TINI.
O sexto single, "Ella Dice", com participação de Khea, foi lançado em 15 de julho de 2020. A música estreou em 4º lugar no AR Hot 100, tornando-se o terceiro top 5 de TINI. acelga. A canção foi certificada com ouro na Argentina pela CAPIF.
O sétimo single, "Duele", com participação do rapper John C, foi lançado em 24 de setembro de 2020. A canção estreou no AR Billboard Hot 100 no número 10.
O oitavo single, "Un Beso en Madrid", com Alejandro Sanz, foi lançado em 29 de outubro de 2020. Ele estreou no número 19 no AR Hot 100. Também estreou no número quarenta e nove na PROMUSICAE, sendo a segunda música de TINI a aparecer nas paradas.
O nono single, "Te Olvidaré", foi lançado em 3 de dezembro de 2020. O single foi lançado no mesmo dia do álbum. Ele alcançou a posição 70 na Billboard Argentina Hot 100.
Por fim a música "Playa", foi lançada como single em janeiro de 2021 de forma limitada, para as rádios argentinas. Como o single anterior, também alcançou a posição 70 na Billboard Argentina Hot 100.

### Single Promocional
"Diciembre", foi lançado em 19 de dezembro de 2019, como single promocional após Tini apresentar a música pela primeira vez em sua turnê Quiero Volver.

## Recepção
Em críticas positivas, o site do Idolator nomeou o álbum como um dos "70 melhores álbuns pop de 2020", listando-o em 25º lugar.

### Desempenho Comercial
O álbum Tini Tini Tini estreou em segundo lugar na Argentina, com mais de 500.000 unidades de álbuns digitais, e no top 40 da PROMUSICAE .
O álbum entrou no ranking dos dez álbuns mais ouvidos mundialmente no Spotify apenas três dias após seu lançamento, segundo o perfil oficial do Spotify Charts, conquistando a quarta posição.

## Lista de músicas
| N.º | Título                                     | Duração |  |
| 1.  | "Un Beso en Madrid (feat. Alejandro Sanz)" | 3:01    |  |
| 2.  | "Fresa (feat. Lalo Ebratt)"                | 2:45    |  |
| 3.  | "Si Tú Supieras"                           | 2:36    |  |
| 4.  | "Tuyo"                                     | 1:59    |  |
| 5.  | "Te Olvidaré"                              | 3:29    |  |
| 6.  | "Acércate"                                 | 3:10    |  |
| 7.  | "Playa"                                    | 2:28    |  |
| 8.  | "Ella Dice (feat. Khea)"                   | 2:59    |  |
| 9.  | "Duele (feat. John C.)"                    | 2:20    |  |
| 10. | "Recuerdo (feat. Mau y Ricky)"             | 3:30    |  |
| 11. | "Oye (feat. Sebastián Yatra)"              | 3:05    |  |
| 12. | "Diciembre"                                | 3:09    |  |
| 13. | "Suéltate El Pelo"                         | 2:21    |  |
| 14. | "22 (feat. Greeicy)"                       | 3:06    |  |

## Charts
| Paradas Musicais (2020)     | Posição |
| --------------------------- | ------- |
| Argentina (CAPIF)           | 2ª      |
| Espanha (PROMUSICAE)        | 40ª     |
| Bélgica (Ultratop Flanders) | 184ª    |

## Certificações
| Região          | Certificado | Unidades Certificadas/Vendas | Ref.   |
| --------------- | ----------- | ---------------------------- | ------ |
| Argentina       | 2× Diamante | 500,000                      | [ 14 ] |
| Chile           | 7× Platina  | 70.000                       | [ 16 ] |
| América Central | Ouro        | 10.000                       | [ 16 ] |